# Bünsdorf
Bünsdorf (duń. Bynstorp) – miejscowość i gmina w Niemczech, w kraju związkowym Szlezwik-Holsztyn, w powiecie Rendsburg-Eckernförde, wchodzi w skład urzędu Hüttener Berge.

## Współpraca
Gmina współpracuje z dzielnicą Göllin gminy Bernitt w Meklemburgii-Pomorzu Przednim